# Carlos Chavez
Carlos Antonio de Padua Chávez y Ramírez (født 13. juni 1899 i Calzada de Tacuba, Mexico - død 2. august 1978 i Mexico City, Mexico) var en mexicansk komponist og dirigent. Hans musik som bl.a. omfatter 7 symfonier, operaer, koncertmusik, orkestermusik – og kammermusik bærer ofte præg af indflydelse fra europæisk ekspressionisme, men dens forankring i indiansk musik, og især dens stræben efter dennes enkelhed, er tydelig. Han hører til de mest betydningsfulde komponister fra Sydamerika.

## Udvalgte kompositioner
- Symfoni nr. 0 (1915) - for orkester
- Symfoni nr. 1 (Symfoni "Antigone") (1933) - for orkester
- Symfoni nr. 2 (Symfoni "Indien") (1936) - for orkester
- Symfoni nr. 3 (1951) - for orkester
- Symfoni nr. 4 (Symfoni "Romantisk") (1953) - for orkester
- Symfoni nr. 5 (1953) - for strygeorkester
- Symfoni nr. 6 (1961) - for orkester
- Koncert (1937) - for for 4 horn og orkester
- Klaverkoncert (1942) - for klaver og orkester
- "Den nye ild" (1928) - ballet
- Violinkoncert  (1952) - for violin og orkester
- "De besøgende" (1957) - opera
- "Landskab" (1930) - for klaver
- "Enhed" (1930) - for klaver